# Sauveterre-la-Lémance
Pour les articles homonymes, voir Sauveterre.
Sauveterre-la-Lémance est une commune du Sud-Ouest de la France, située dans le département de Lot-et-Garonne (région Nouvelle-Aquitaine).

## Géographie

### Localisation
Située dans la vallée de la Lémance aux confins de la Bouriane et du Périgord noir, limitrophe des départements de la Dordogne et du Lot, entre les vallées du Lot et de la Dordogne, la commune de Sauveterre-la-Lémance bénéficie d'une géographie typique de ces deux départements plutôt que celle du Lot-et-Garonne. Entourée par des collines verdoyantes, la commune ne possède que peu d'agriculteurs et des effets de reforestation se font sentir depuis quelques années.
Le point culminant de Lot-et-Garonne, avec 284 ou 285 m, se trouve à Sauveterre-la-Lémance, en limite de la commune de Loubejac, à l'ouest du lieu-dit le Garrit.

### Communes limitrophes
Sauveterre-la-Lémance est limitrophe de six autres communes, dont deux dans le département de la Dordogne et deux dans celui du Lot.
Au sud, Saint-Martin-le-Redon n'est limitrophe que sur environ 130 mètres.
Les communes limitrophes sont  Blanquefort-sur-Briolance, Lavaur, Loubejac, Montcabrier, Saint-Front-sur-Lémance et Saint-Martin-le-Redon.
| Blanquefort-sur-Briolance | Lavaur (Dordogne)           |                     |
|                           | Sauveterre-la-Lémance       | Loubejac (Dordogne) |
| Saint-Front-sur-Lémance   | Saint-Martin-le-Redon (Lot) | Montcabrier (Lot)   |

### Climat
Pour des articles plus généraux, voir Climat de la Nouvelle-Aquitaine et Climat de Lot-et-Garonne.
Historiquement, la commune est exposée à un climat océanique aquitain.  
En 2020, Météo-France publie une typologie des climats de la France métropolitaine dans laquelle la commune est exposée à un climat océanique altéré et est dans la région climatique Aquitaine, Gascogne, caractérisée par une pluviométrie abondante au printemps, modérée en automne, un faible ensoleillement au printemps, un été chaud (19,5 °C), des vents faibles, des brouillards fréquents en automne et en hiver et des orages fréquents en été (15 à 20 jours).
Pour la période 1971-2000, la température annuelle moyenne est de 12,5 °C, avec une amplitude thermique annuelle de 15,2 °C. Le cumul annuel moyen de précipitations est de 925 mm, avec 11,6 jours de précipitations en janvier et 6,4 jours en juillet. Pour la période 1991-2020, la température moyenne annuelle observée sur la station météorologique la plus proche, située sur la commune de Lacapelle-Biron à 9 km à vol d'oiseau, est de 13,6 °C et le cumul annuel moyen de précipitations est de 833,3 mm,. Pour l'avenir, les paramètres climatiques de la commune estimés pour 2050 selon différents scénarios d’émission de gaz à effet de serre sont consultables sur un site dédié publié par Météo-France en novembre 2022.

## Urbanisme

### Typologie
Au 1er janvier 2024, Sauveterre-la-Lémance est catégorisée commune rurale à habitat dispersé, selon la nouvelle grille communale de densité à sept niveaux définie par l'Insee en 2022.
Elle est située hors unité urbaine et hors attraction des villes,.

### Occupation des sols

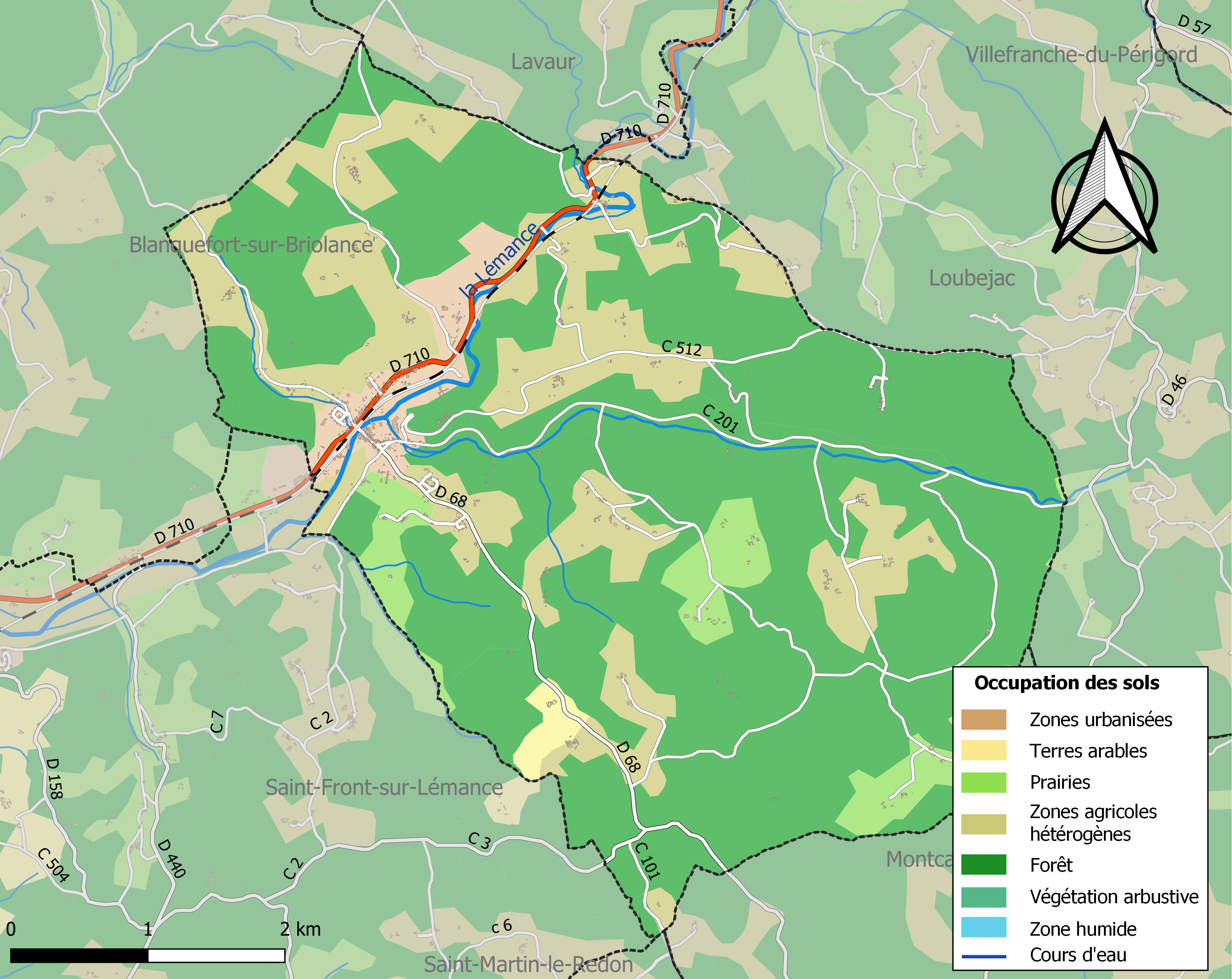
Carte des infrastructures et de l'occupation des sols de la commune en 2018 (CLC).

L'occupation des sols de la commune, telle qu'elle ressort de la base de données européenne d’occupation biophysique des sols Corine Land Cover (CLC), est marquée par l'importance des forêts et milieux semi-naturels (67,8 % en 2018), en augmentation par rapport à 1990 (65,5 %). La répartition détaillée en 2018 est la suivante : 
forêts (67,8 %), zones agricoles hétérogènes (22,5 %), prairies (5 %), zones urbanisées (2,4 %), mines, décharges et chantiers (1,6 %), cultures permanentes (0,8 %). L'évolution de l’occupation des sols de la commune et de ses infrastructures peut être observée sur les différentes représentations cartographiques du territoire : la carte de Cassini (XVIIIe siècle), la carte d'état-major (1820-1866) et les cartes ou photos aériennes de l'IGN pour la période actuelle (1950 à aujourd'hui).

### Voies de communication et transports
Accès SNCF par la gare de Sauveterre-la-Lémance.
La commune est également desservie par la route départementale 710.

### Risques majeurs
Le territoire de la commune de Sauveterre-la-Lémance est vulnérable à différents aléas naturels : météorologiques (tempête, orage, neige, grand froid, canicule ou sécheresse), inondations, feux de forêts, mouvements de terrains et séisme (sismicité très faible). Il est également exposé à un risque technologique,  le transport de matières dangereuses. Un site publié par le BRGM permet d'évaluer simplement et rapidement les risques d'un bien localisé soit par son adresse soit par le numéro de sa parcelle.

#### Risques naturels
Certaines parties du territoire communal sont susceptibles d’être affectées par le risque d’inondation par une crue à  débordement lent de cours d'eau, notamment la Lémance. La commune a été reconnue en état de catastrophe naturelle au titre des dommages causés par les inondations et coulées de boue survenues en 1982, 1993, 1999, 2009 et 2021,.
Sauveterre-la-Lémance est exposée au risque de feu de forêt. Depuis le 20 avril 2016, les départements de la Gironde, des Landes et de Lot-et-Garonne disposent d’un règlement interdépartemental de protection de la forêt contre les incendies. Ce règlement vise à mieux prévenir les incendies de forêt, à faciliter les interventions des services et à limiter les conséquences, que ce soit par le débroussaillement, la limitation de l’apport du feu ou la réglementation des activités en forêt. Il définit en particulier cinq niveaux de vigilance croissants auxquels sont associés différentes mesures,.
Les mouvements de terrains susceptibles de se produire sur la commune sont des affaissements et effondrements liés aux cavités souterraines (hors mines) et des tassements différentiels. Afin de mieux appréhender le risque d’affaissement de terrain, un inventaire national permet de localiser les éventuelles cavités souterraines sur la commune.

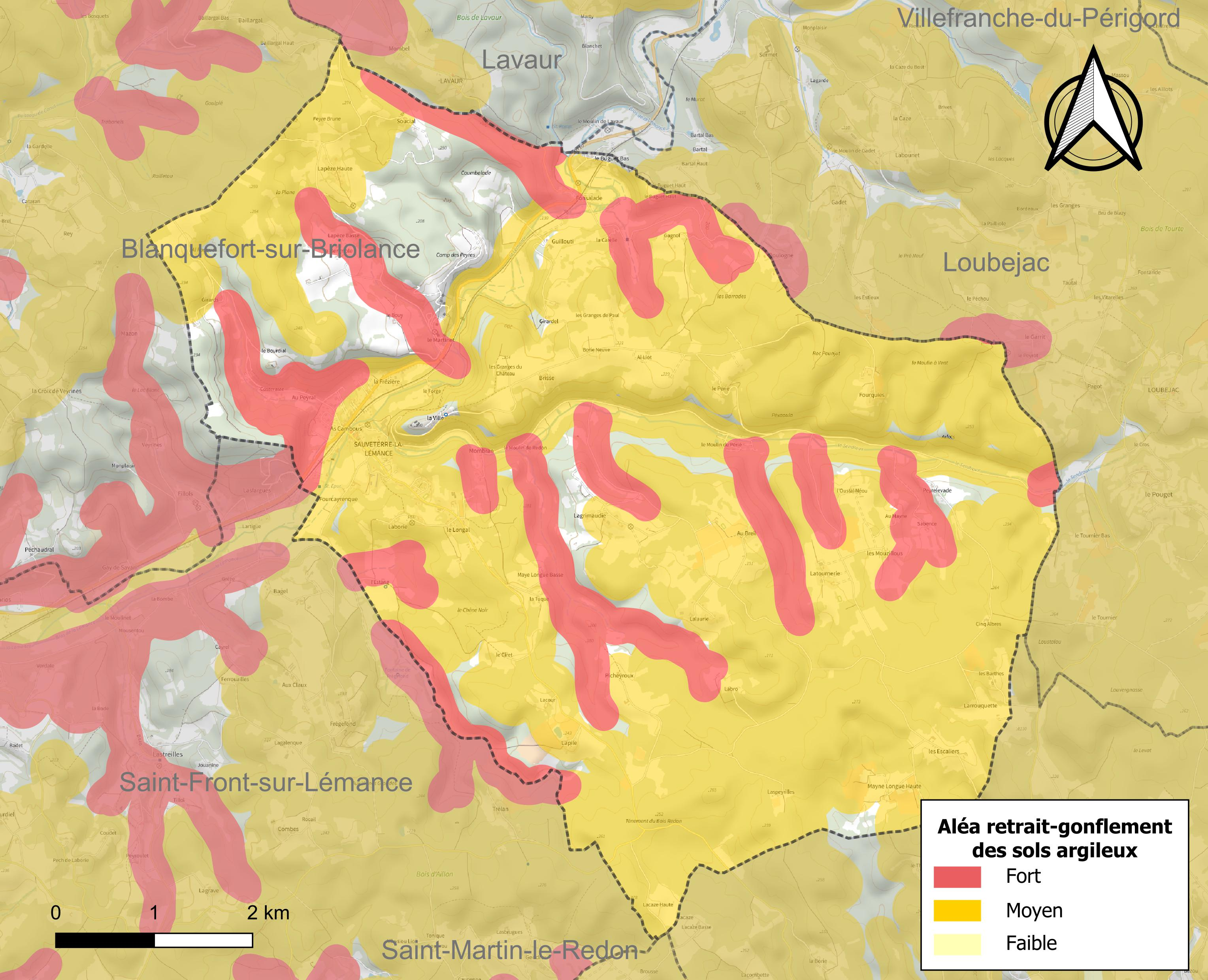
Carte des zones d'aléa retrait-gonflement des sols argileux de Sauveterre-la-Lémance.

Le retrait-gonflement des sols argileux est susceptible d'engendrer des dommages importants aux bâtiments en cas d’alternance de périodes de sécheresse et de pluie. 88,9 % de la superficie communale est en aléa moyen ou fort (91,8 % au niveau départemental et 48,5 % au niveau national). Depuis le 1er octobre 2020, en application de la loi ELAN, différentes contraintes s'imposent aux vendeurs, maîtres d'ouvrages ou constructeurs de biens situés dans une zone classée en aléa moyen ou fort,.
Concernant les mouvements de terrains, la commune a été reconnue en état de catastrophe naturelle au titre des dommages causés par la sécheresse en 2005 et par des mouvements de terrain en 1999.

## Histoire

### Moyen Âge
Le château est la possession de Dame Thalèse, douairière de Bergerac.

## Politique et administration
| Période                                  | Période   | Identité                                                                 | Étiquette | Qualité |
| ---------------------------------------- | --------- | ------------------------------------------------------------------------ | --------- | ------- |
| Les données manquantes sont à compléter. |           |                                                                          |           |         |
| 1792                                     | 1796      | Jean-Baptiste Alberny                                                    |           |         |
| 1796                                     | 1796      | Raymond Constant                                                         |           |         |
| 1796                                     | 1797      | Pierre Salbant                                                           |           |         |
| 1797                                     | 1798      | Jean Gramot                                                              |           |         |
| 1798                                     | 1800      | Pierre Augier                                                            |           |         |
| 1800                                     | 1812      | Joseph Lacaze                                                            |           |         |
| 1812                                     | 1813      | Pierre Salvan                                                            |           |         |
| 1813                                     | 1826      | Joseph Baynac                                                            |           |         |
| 1826                                     | 1831      | Thomas Vergne                                                            |           |         |
| 1831                                     | 1837      | Antoine Constant                                                         |           |         |
| 1837                                     | 1840      | Pierre Laulanie                                                          |           |         |
| 1840                                     | 1841      | Pierre Lapouge                                                           |           |         |
| 1841                                     | 1843      | Justin de Gigougnoux                                                     |           |         |
| 1843                                     | 1846      | Pierre Lapouge                                                           |           |         |
| 1846                                     | 1848      | Antoine Constant                                                         |           |         |
| 1848                                     | 1851      | Jean Cruzol                                                              |           |         |
| 1851                                     | 1852      | Jean Rimonteil                                                           |           |         |
| 1852                                     | 1853      | Augustin Dayrie                                                          |           |         |
| 1853                                     | 1860      | Jean Rimonteil                                                           |           |         |
| 1860                                     | 1865      | Bertrand Valadié                                                         |           |         |
| 1865                                     | 1868      | Pierre Gipoulou                                                          |           |         |
| 1868                                     | 1871      | Cyrille Cruzol                                                           |           |         |
| 1871                                     | 1874      | Jean Blanchard                                                           |           |         |
| 1874                                     | 1876      | Joseph Rabot                                                             |           |         |
| 1876                                     | 1884      | Léonard Berbiguié                                                        |           |         |
| 1884                                     | 1884      | Antoine Rouquié                                                          |           |         |
| 1884                                     | 1909      | Joseph Rabot                                                             |           |         |
| 1909                                     | 1935      | Jules Rabot                                                              |           |         |
| 1935                                     | 1944      | Laurent Coulonges (voir ci-dessous « Personnalités liées à la commune ») |           |         |
| 1945                                     | 1947      | Léopold Girma                                                            |           |         |
| 1947                                     | 1953      | François Delanis                                                         |           |         |
| 1953                                     | 1965      | Jean Cruzol                                                              |           |         |
| 1965                                     | mars 2001 | Robert Watel                                                             |           |         |
| mars 2001                                | mars 2014 | Serge Maury                                                              |           |         |
| mars 2014 (réélu en mai 2020)            | En cours  | Jean-Pierre Calmel                                                       | DVD       |         |

## Démographie
L'évolution du nombre d'habitants est connue à travers les recensements de la population effectués dans la commune depuis 1793. Pour les communes de moins de 10 000 habitants, une enquête de recensement portant sur toute la population est réalisée tous les cinq ans, les populations de référence des années intermédiaires étant quant à elles estimées par interpolation ou extrapolation. Pour la commune, le premier recensement exhaustif entrant dans le cadre du nouveau dispositif a été réalisé en 2004.

En 2022, la commune comptait 569 habitants, en évolution de +9,85 % par rapport à 2016 (Lot-et-Garonne : −0,18 %, France hors Mayotte : +2,11 %).
| 1793  | 1800  | 1806  | 1821  | 1831  | 1836  | 1841  | 1846  | 1851  |
| ----- | ----- | ----- | ----- | ----- | ----- | ----- | ----- | ----- |
| 1 062 | 1 104 | 1 150 | 1 603 | 1 630 | 1 424 | 1 455 | 1 318 | 1 347 |

| 1856  | 1861  | 1866  | 1872  | 1876  | 1881  | 1886  | 1891  | 1896  |
| ----- | ----- | ----- | ----- | ----- | ----- | ----- | ----- | ----- |
| 1 295 | 1 354 | 1 200 | 1 146 | 1 176 | 1 202 | 1 209 | 1 122 | 1 076 |

| 1901  | 1906  | 1911  | 1921 | 1926 | 1931 | 1936 | 1946 | 1954 |
| ----- | ----- | ----- | ---- | ---- | ---- | ---- | ---- | ---- |
| 1 089 | 1 095 | 1 112 | 935  | 894  | 851  | 752  | 798  | 842  |

| 1962 | 1968 | 1975 | 1982 | 1990 | 1999 | 2004 | 2006 | 2009 |
| ---- | ---- | ---- | ---- | ---- | ---- | ---- | ---- | ---- |
| 977  | 873  | 824  | 743  | 685  | 623  | 604  | 603  | 587  |

| 2014 | 2019 | 2022 | - | - | - | - | - | - |
| ---- | ---- | ---- | - | - | - | - | - | - |
| 535  | 576  | 569  | - | - | - | - | - | - |

## Lieux et monuments
- Château des Rois ducs : château du XIIIe siècle (époque Édouard 1er) et un beffroi, les deux étant des monuments historiques.
- Musée de Préhistoire mésolithique Laurent Coulonges[31],[32]. Le musée est situé à côté de la mairie. Il est ouvert l'après-midi de juin à septembre sauf le samedi.
- Gisement du Martinet.
- Église Saint-Barthélemy. La partie romane a été inscrite au titre des monuments historiques en 1950[33].
- Croix de chemin de Sauveterre-la-Lémance.

## Personnalités liées à la commune
- Jean Mermoz (aviateur) ayant survolé la commune et étant enchanté par le château, il l'acheta en 1936, un an avant sa mort. Devenu propriété de la commune, il a été revendu à un propriétaire privé dans les années 1980.
- Laurent Coulonges (1897-1980) : natif de Fumel, notaire, préhistorien (découvreur du site du Martinet), maire de la commune[26].